# Музиката неизвестна на всеки
„Музиката неизвестна на всеки“ (на английски: Geet – Hui Sabse Parayi) е индийски сериен филм, излъчван в Индия по канал Star One. Излъчван е от 5 април 2010 г. до 14 декември 2011 година.

## В Ролите
В Главните роли
- Драшти Дхами като Гит Ханда Курана
- Гурмит Чаудхари като Маан Сингх Курана

Други
- Анжу Махендру като Савитри Деви
- Самир Шарма като Дев Курана
- Никундж Малик като Анвеша Курана
- Мелани Паис като Нандини